# Duca di Westminster
Il titolo di Duca di Westminster fu creato dalla regina Vittoria nel 1874 e conferito a Hugh Grosvenor, III marchese di Westminster. L'attuale detentore del titolo è Hugh Richard Louis, VII duca di Westminster.
La sede del Duca di Westminster è a Eaton Hall nel Cheshire.

## Storia della famiglia Grosvenor
Sir Richard Grosvenor, il VII baronetto, fu creato barone Grosvenor nel 1761 e nel 1784 diventò sia visconte Belgrave e conte Grosvenor sotto Giorgio III. Il titolo marchese di Westminster fu conferito a Robert Grosvenor il II conte Grosvenor all'incoronazione di Guglielmo IV nel 1831.
I titoli sussidiari sono: marchese di Westminster (creato nel 1831), conte Grosvenor (1784), visconte Belgrave, di Belgrave nella contea di Chester (1784), e barone Grosvenor, di Eaton nella contea di Chester (1761). Il ducato e il marchesato sono fra i paria del Regno Unito; il resto sono fra i paria di Gran Bretagna. Il titolo di cortesia del figlio maggiore ed erede del duca è conte Grosvenor.

## Baronetti Grosvenor, di Eaton (1622)
- Sir Richard Grosvenor, I baronetto (1584–1645) fu un MP Tory
- Sir Richard Grosvenor, II baronetto (1604–1664), un figlio del I baronetto
  - Roger Grosvenor (c. 1628–1661), un figlio del II baronetto, premorì al padre
- Sir Thomas Grosvenor, III baronetto (1656–1700), figlio di Roger
- Sir Richard Grosvenor, IV baronetto (1689–1732), figlio maggiore del III baronetto, morì senza figli
- Sir Thomas Grosvenor, V baronetto (1693–1733), second figlio maschio del III baronetto, morì celibe
- Sir Robert Grosvenor, VI baronetto (m. 1755), terzo e minore dei figli maschi del III baronetto
- Sir Richard Grosvenor, VII baronetto (1731–1802) (creato barone Grosvenor nel 1761)

## Baroni Grosvenor (1761)
- Richard Grosvenor, I barone Grosvenor (1731–1802) (creato conte Grosvenor nel 1784)

## Conti Grosvenor (1784)
- Richard Grosvenor, I conte Grosvenor (1731–1802), un figlio del VI baronetto
- Robert Grosvenor, II conte Grosvenor (1767–1845) (creato marchese di Westminster nel 1831)

## Marchesi di Westminster (1831)

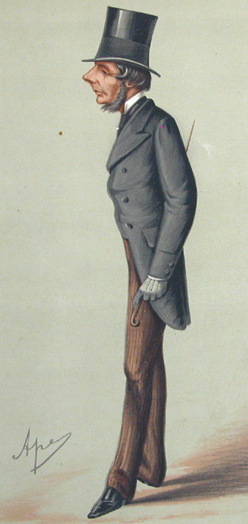
Hugh Grosvenor, I duca di Westminster.

- Robert Grosvenor, I marchese di Westminster (1767–1845), figlio unico del I conte
- Richard Grosvenor, II marchese di Westminster (1795–1869), figlio maggiore del I marchese
- Hugh Grosvenor, III marchese di Westminster (1825–1899) (creato duca di Westminster nel 1874)

## Duchi di Westminster (1874)
- Hugh Grosvenor, I duca di Westminster (1825–1899), figlio maggiore del II marchese
  - Victor Alexander Grosvenor, conte Grosvenor (28 aprile 1853–22 gennaio 1884). Grosvenor era il maggiore dei figli maschi di Hugh Lupus Grosvenor, I duca di Westminster e lady Constance Gertrude Leveson-Gower. Sposò Lady Sibell Mary Lumley, figlia di Richard George Lumley, IX conte di Scarbrough e Frederica Mary Adeliza Drummond, il 3 novembre 1874. Ebbero tre figli: Lady Constance Sibell Grosvenor (22 agosto 1875 – 8 luglio 1957), sposò il IX conte di Shaftesbury nel 1899 ed ebbe figli; lady Lettice Mary Elizabeth Grosvenor (25 dicembre 1876 – 28 luglio 1936), sposò il VII conte Beauchamp nel 1902 ed ebbe figli; Hugh Richard Arthur Grosvenor, II duca di Westminster (1879–1953).
- Hugh Grosvenor, II duca di Westminster (1879–1953), unico figlio maschio di lord Grosvenor
  - Edward George Hugh Grosvenor, conte Grosvenor (1904–1909), unico figlio maschio del II duca, morì giovane
- William Grosvenor, III duca di Westminster (1894–1963), unico figlio maschio di lord Henry Grosvenor, terzogenito maschio del I duca, morì celibe
- Gerald Grosvenor, IV duca di Westminster (1907–1967), figlio maggiore del capt Lord Hugh Grosvenor, sesto figlio maschio del I duca, morì senza figli maschi
- Robert Grosvenor, V duca di Westminster (1910–1979), fratello minore del IV duca
- Gerald Grosvenor, VI duca di Westminster (1951-2016), unico figlio maschio del V duca
- Hugh Richard Louis, VII duca di Westminster (1991), unico figlio maschio del VI duca

L'attuale detentore, Hugh Grosvenor, già conte Grosvenor, è nato il 29 gennaio 1991 ed è il terzogenito e primo figlio maschio di Gerald Grosvenor, VI duca di Westminster e Natalia Phillips. Attraverso sua madre egli è un discendente della principessa Augusta, figlia maggiore di Federico, principe del Galles ed è anche un discendente di Aleksandr Pushkin.

## Albero genealogico
| Hugh Grosvenor, I duca di Westminster 1825–1899  |                                                  |                                                  |                                                  |                                                  |                                                  |  |  |                                                      |                                                      |                                                      |                                                      |                                                      |                                                      |  |  |                                                    |                                                    |                                                    |                                                    |                                                    |                                                    |  |  |                                                    |                                                   |                                                   |                                                   |                                                   |                                                   |  |  |  |  |  |  |  |  |  |  |  |  |  |  |  |  |  |  |  |  |  |  |  |  |
|                                                  |                                                  |                                                  |                                                  |                                                  |                                                  |  |  |                                                      |                                                      |                                                      |                                                      |                                                      |                                                      |  |  |                                                    |                                                    |                                                    |                                                    |                                                    |                                                    |  |  |                                                    |                                                   |                                                   |                                                   |                                                   |                                                   |  |  |  |  |  |  |  |  |  |  |  |  |  |  |  |  |  |  |  |  |  |  |  |  |
|                                                  |                                                  |                                                  |                                                  |                                                  |                                                  |  |  |                                                      |                                                      |                                                      |                                                      |                                                      |                                                      |  |  |                                                    |                                                    |                                                    |                                                    |                                                    |                                                    |  |  |                                                    |                                                   |                                                   |                                                   |                                                   |                                                   |  |  |  |  |  |  |  |  |  |  |  |  |  |  |  |  |  |  |  |  |  |  |  |  |
| Victor Grosvenor, conte Grosvenor 1853–1884      | Victor Grosvenor, conte Grosvenor 1853–1884      | Victor Grosvenor, conte Grosvenor 1853–1884      | Victor Grosvenor, conte Grosvenor 1853–1884      | Victor Grosvenor, conte Grosvenor 1853–1884      | Victor Grosvenor, conte Grosvenor 1853–1884      |  |  | Lord Henry Grosvenor 1861-1914                       | Lord Henry Grosvenor 1861-1914                       | Lord Henry Grosvenor 1861-1914                       | Lord Henry Grosvenor 1861-1914                       | Lord Henry Grosvenor 1861-1914                       | Lord Henry Grosvenor 1861-1914                       |  |  | lord Hugh Grosvenor 1884-1914                      | lord Hugh Grosvenor 1884-1914                      | lord Hugh Grosvenor 1884-1914                      | lord Hugh Grosvenor 1884-1914                      | lord Hugh Grosvenor 1884-1914                      | lord Hugh Grosvenor 1884-1914                      |  |  |                                                    |                                                   |                                                   |                                                   |                                                   |                                                   |  |  |  |  |  |  |  |  |  |  |  |  |  |  |  |  |  |  |  |  |  |  |  |  |
| Victor Grosvenor, conte Grosvenor 1853–1884      | Victor Grosvenor, conte Grosvenor 1853–1884      | Victor Grosvenor, conte Grosvenor 1853–1884      | Victor Grosvenor, conte Grosvenor 1853–1884      | Victor Grosvenor, conte Grosvenor 1853–1884      | Victor Grosvenor, conte Grosvenor 1853–1884      |  |  | Lord Henry Grosvenor 1861-1914                       | Lord Henry Grosvenor 1861-1914                       | Lord Henry Grosvenor 1861-1914                       | Lord Henry Grosvenor 1861-1914                       | Lord Henry Grosvenor 1861-1914                       | Lord Henry Grosvenor 1861-1914                       |  |  | lord Hugh Grosvenor 1884-1914                      | lord Hugh Grosvenor 1884-1914                      | lord Hugh Grosvenor 1884-1914                      | lord Hugh Grosvenor 1884-1914                      | lord Hugh Grosvenor 1884-1914                      | lord Hugh Grosvenor 1884-1914                      |  |  |                                                    |                                                   |                                                   |                                                   |                                                   |                                                   |  |  |  |  |  |  |  |  |  |  |  |  |  |  |  |  |  |  |  |  |  |  |  |  |
|                                                  |                                                  |                                                  |                                                  |                                                  |                                                  |  |  |                                                      |                                                      |                                                      |                                                      |                                                      |                                                      |  |  |                                                    |                                                    |                                                    |                                                    |                                                    |                                                    |  |  |                                                    |                                                   |                                                   |                                                   |                                                   |                                                   |  |  |  |  |  |  |  |  |  |  |  |  |  |  |  |  |  |  |  |  |  |  |  |  |
| Hugh Grosvenor, II duca di Westminster 1879–1953 | Hugh Grosvenor, II duca di Westminster 1879–1953 | Hugh Grosvenor, II duca di Westminster 1879–1953 | Hugh Grosvenor, II duca di Westminster 1879–1953 | Hugh Grosvenor, II duca di Westminster 1879–1953 | Hugh Grosvenor, II duca di Westminster 1879–1953 |  |  | William Grosvenor, III duca di Westminster 1894–1963 | William Grosvenor, III duca di Westminster 1894–1963 | William Grosvenor, III duca di Westminster 1894–1963 | William Grosvenor, III duca di Westminster 1894–1963 | William Grosvenor, III duca di Westminster 1894–1963 | William Grosvenor, III duca di Westminster 1894–1963 |  |  | Gerald Grosvenor, IV duca di Westminster 1907–1967 | Gerald Grosvenor, IV duca di Westminster 1907–1967 | Gerald Grosvenor, IV duca di Westminster 1907–1967 | Gerald Grosvenor, IV duca di Westminster 1907–1967 | Gerald Grosvenor, IV duca di Westminster 1907–1967 | Gerald Grosvenor, IV duca di Westminster 1907–1967 |  |  | Robert Grosvenor, V duca di Westminster 1910–1979  | Robert Grosvenor, V duca di Westminster 1910–1979 | Robert Grosvenor, V duca di Westminster 1910–1979 | Robert Grosvenor, V duca di Westminster 1910–1979 | Robert Grosvenor, V duca di Westminster 1910–1979 | Robert Grosvenor, V duca di Westminster 1910–1979 |  |  |  |  |  |  |  |  |  |  |  |  |  |  |  |  |  |  |  |  |  |  |  |  |
| Hugh Grosvenor, II duca di Westminster 1879–1953 | Hugh Grosvenor, II duca di Westminster 1879–1953 | Hugh Grosvenor, II duca di Westminster 1879–1953 | Hugh Grosvenor, II duca di Westminster 1879–1953 | Hugh Grosvenor, II duca di Westminster 1879–1953 | Hugh Grosvenor, II duca di Westminster 1879–1953 |  |  | William Grosvenor, III duca di Westminster 1894–1963 | William Grosvenor, III duca di Westminster 1894–1963 | William Grosvenor, III duca di Westminster 1894–1963 | William Grosvenor, III duca di Westminster 1894–1963 | William Grosvenor, III duca di Westminster 1894–1963 | William Grosvenor, III duca di Westminster 1894–1963 |  |  | Gerald Grosvenor, IV duca di Westminster 1907–1967 | Gerald Grosvenor, IV duca di Westminster 1907–1967 | Gerald Grosvenor, IV duca di Westminster 1907–1967 | Gerald Grosvenor, IV duca di Westminster 1907–1967 | Gerald Grosvenor, IV duca di Westminster 1907–1967 | Gerald Grosvenor, IV duca di Westminster 1907–1967 |  |  | Robert Grosvenor, V duca di Westminster 1910–1979  | Robert Grosvenor, V duca di Westminster 1910–1979 | Robert Grosvenor, V duca di Westminster 1910–1979 | Robert Grosvenor, V duca di Westminster 1910–1979 | Robert Grosvenor, V duca di Westminster 1910–1979 | Robert Grosvenor, V duca di Westminster 1910–1979 |  |  |  |  |  |  |  |  |  |  |  |  |  |  |  |  |  |  |  |  |  |  |  |  |
|                                                  |                                                  |                                                  |                                                  |                                                  |                                                  |  |  |                                                      |                                                      |                                                      |                                                      |                                                      |                                                      |  |  |                                                    |                                                    |                                                    |                                                    |                                                    |                                                    |  |  | Gerald Grosvenor, VI duca di Westminster 1951-2016 |                                                   |                                                   |                                                   |                                                   |                                                   |  |  |  |  |  |  |  |  |  |  |  |  |  |  |  |  |  |  |  |  |  |  |  |  |
|                                                  |                                                  |                                                  |                                                  |                                                  |                                                  |  |  |                                                      |                                                      |                                                      |                                                      |                                                      |                                                      |  |  |                                                    |                                                    |                                                    |                                                    |                                                    |                                                    |  |  |                                                    |                                                   |                                                   |                                                   |                                                   |                                                   |  |  |  |  |  |  |  |  |  |  |  |  |  |  |  |  |  |  |  |  |  |  |  |  |
|                                                  |                                                  |                                                  |                                                  |                                                  |                                                  |  |  |                                                      |                                                      |                                                      |                                                      |                                                      |                                                      |  |  |                                                    |                                                    |                                                    |                                                    |                                                    |                                                    |  |  | Hugh Grosvenor, VII duca di Westminster n. 1991    |                                                   |                                                   |                                                   |                                                   |                                                   |  |  |  |  |  |  |  |  |  |  |  |  |  |  |  |  |  |  |  |  |  |  |  |  |